# Goretti Reis
Lourdes Goretti de Oliveira Reis (Lagarto, 13 de fevereiro de 1961) é uma política brasileira filiada ao Partido Social Democrático (PSD). Filha do ex-prefeito e ex-deputado, o lagartense Artur de Oliveira Reis. Foi eleita deputada estadual por Sergipe nas eleições de 2010 e 2014 pelo Democratas e em 2018 pelo PSD. Foi deputada estadual por quatro mandatos, atuando também como segunda secretária da mesa diretora da Assembleia Legislativa de Sergipe (ALESE) por três legislaturas consecutivas, entre 1º de fevereiro de 2013 e 31 de janeiro de 2019. No Congresso da UNALE de Junho/2015, foi eleita como presidente da Secretaria Especial da Saúde da UNALE, onde permaneceu até dezembro de 2024.
Goretti Reis é graduada em enfermagem e com diversos títulos de Pós-graduação, especialista em Saúde Pública, Administração Hospitalar, Enfermagem Forense, além de mestrado em Ciências da Saúde pela Universidade Federal de Sergipe. Atuação em Saúde Pública na área assistencial e em gestão.
Em Lagarto esteve como presidente da Maternidade Zacarias Júnior, Secretária Municipal de Saúde, diretora do Hospital Nossa Senhora da Conceição e diretora da Fundação Nacional de Saúde em Sergipe - Funasa. Esteve como coordenadora do curso de Enfermagem na AGES, em Paripiranga na Bahia e diretora da antiga FJAV (Faculdade José Augusto Vieira), em Lagarto.

Em 2025, Goretti retornou ao posto de Secretária Municipal de Saúde em Lagarto, durante a gestão do seu sobrinho, Sérgio Reis, na Prefeitura de Lagarto, atuando na pasta entre 01 de janeiro de 2025 e 01 de agosto de 2025.